# El pañuelo
El pañuelo è un singolo del cantante statunitense Romeo Santos e della cantante spagnola Rosalía, pubblicato il 2 settembre 2022 come secondo estratto dal quinto album in studio di Santos Formula, Vol. 3.

## Tracce
Testi di Anthony "Romeo" Santos, Rosalía Vila Tobella e Ramón Jiménez, musiche di Anthony "Romeo" Santos, Rosalía Vila Tobella, Joaquín Díaz, Alexander Caba e Ramón Jiménez.
1. El pañuelo – 3:54

## Classifiche
| Classifica (2022) | Posizione massima |
| ----------------- | ----------------- |
| El Salvador       | 7                 |
| Spagna            | 7                 |
| Svizzera          | 93                |